# Copa do Mundo FIFA Sub-20 de 2009
A Copa do Mundo FIFA Sub-20 de 2009 foi a 17ª edição da competição de futebol para jogadores de até 20 anos de idade. O torneio foi disputado no Egito entre 25 de setembro a 16 de outubro de 2009 com 24 equipes.
A Argentina era a atual campeã da competição, mas não pode defender o título por não ter obtido qualificação no Campeonato Sul-Americano em fevereiro de 2009.
Gana conquistou o título pela primeira vez na história ao superar o Brasil na disputa por pênaltis por 4 a 3, após empate em zero a zero no tempo normal e prorrogação.

## Sedes
| Cairo                                             | Cairo                                 | Alexandria                              | Alexandria                               |
| ------------------------------------------------- | ------------------------------------- | --------------------------------------- | ---------------------------------------- |
| Estádio Internacional do Cairo Capacidade: 74.100 | Estádio Al Salam Capacidade: 30.000   | Estádio Borg El Arab Capacidade: 86.000 | Estádio de Alexandria Capacidade: 13.660 |
|                                                   |                                       |                                         |                                          |
| Suez                                              | Porto Said                            | Ismaília                                |                                          |
| Estádio Mubarak Capacidade: 40.000                | Estádio Porto Said Capacidade: 17.988 | Estádio Ismaília Capacidade: 18.525     |                                          |
|                                                   |                                       |                                         |                                          |

## Qualificação
Vinte e três seleções qualificadas participaram no torneio. O Egipto classificou-se automaticamente por ser o país-sede.
| Confederação                                  | Torneio qualificatório                  | Classificado(s)                                            |
| --------------------------------------------- | --------------------------------------- | ---------------------------------------------------------- |
| AFC (Ásia)                                    | Campeonato Asiático Sub-20 de 2008      | Emirados Árabes Unidos Uzbequistão Austrália Coreia do Sul |
| CAF (África)                                  | Campeonato Africano Sub-20 de 2009      | Gana Camarões África do Sul Nigéria                        |
| CONCACAF (América do Norte, Central e Caribe) | Campeonato Sub-20 da CONCACAF de 2009   | Costa Rica Honduras Trinidad e Tobago Estados Unidos       |
| CONMEBOL (América do Sul)                     | Campeonato Sul-Americano Sub-20 de 2009 | Brasil Paraguai Uruguai Venezuela                          |
| OFC (Oceania)                                 | Campeonato Sub-20 da OFC de 2008        | Taiti                                                      |
| UEFA (Europa)                                 | Campeonato Europeu Sub-19 de 2008       | Alemanha Itália Tchéquia Hungria Inglaterra Espanha        |
| País sede                                     | País sede                               | Egito                                                      |

## Arbitragem
Esta é a lista de árbitros e assistentes que atuam na Copa do Mundo Sub-20 de 2009:
| Árbitros                   | Assistentes                                    |
| AFC                        | AFC                                            |
| -------------------------- | ---------------------------------------------- |
| MAS Subkhiddin Mohd Salleh | THA Thanom Borikut CHN Mu Yuxin                |
| JPN Yuichi Nishimura       | JPN Toru Sagara KOR Jeong Hae Sang             |
| CAF                        |                                                |
| ALG Mohamed Benouza        | EGY Nasser Sadek Abdel Nabi MAR Redouane Achik |
| BEN Coffi Codjia           | BEN Alexis Fassinou TUN Bechir Hassani         |
| MLI Koman Coulibaly        | BDI Desire Gahungu ERI Angeson Menkouande      |
| SEY Eddy Maillet           | GHA Ayuba Haruna CMR Evarist Menkouande        |
| CONCACAF                   |                                                |
| SLV Joel Aguilar           | SLV Willian Torres SLV Juan Zumba              |
| MEX Marco Rodríguez        | MEX José Luis Camargo MEX Alberto Morin        |
| OFC                        |                                                |
| NZL Peter O'Leary          | NZL Brent Best SOL Matthew Taro                |

| Árbitros                 | Assistentes                                       |
| CONMEBOL                 | CONMEBOL                                          |
| ------------------------ | ------------------------------------------------- |
| ARG Héctor Baldassi      | ARG Ricardo Casas ARG Hernán Maidana              |
| URU Jorge Larrionda      | URU Mauricio Espinosa URU Pablo Fandiño           |
| COL Óscar Ruiz           | COL Abrahan González COL Humberto Clavijo         |
| UEFA                     |                                                   |
| POR Olegário Benquerença | POR Bertino Miranda POR José Cardinal             |
| CRO Ivan Bebek           | CRO Tomislav Petrović CRO Tomislav Šetka          |
| BEL Frank De Bleeckere   | BEL Peter Hermans BEL Walter Vromans              |
| AUT Thomas Einwaller     | AUT Roland Heim AUT Norbert Schwab                |
| ITA Roberto Rosetti      | ITA Stefano Ayroldi ITA Paolo Calcagno            |
| ESP Alberto Undiano      | ESP Fermín Martínez ESP Juan Carlos Yuste Jiménez |

## Sorteio
O sorteio realizou-se em 5 de abril de 2009, no Templo de Luxor, em Luxor (Egito). Alemanha, Brasil e Egito são os únicos "cabeças de série". Cada grupo não tem seleções representantes da mesma confederação.
| Pote 1                                                                               | Pote 2                                                        | Pote 3                                                                             | Pote 4                                                                |
| ------------------------------------------------------------------------------------ | ------------------------------------------------------------- | ---------------------------------------------------------------------------------- | --------------------------------------------------------------------- |
| Egito (cabeça de série) Gana Camarões Nigéria África do Sul Brasil (cabeça de série) | Paraguai Uruguai Venezuela Costa Rica Estados Unidos Honduras | Emirados Árabes Unidos Coreia do Sul Uzbequistão Austrália Trinidad e Tobago Taiti | Alemanha (cabeça de série) Itália Tchéquia Hungria Espanha Inglaterra |

## Fase de grupos
O calendário de jogos foi revelado em 7 de abril de 2009.
|  | Equipes classificadas às oitavas-de-final                   |
|  | Equipes classificadas como melhores terceiros classificados |
|  | Equipes eliminadas                                          |

Todas as partidas seguiram o fuso horário local (UTC+2).

### Grupo A
| Pos. | Seleção           | P | J | V | E | D | GP | GC | SG |
| ---- | ----------------- | - | - | - | - | - | -- | -- | -- |
| 1    | Egito             | 6 | 3 | 2 | 0 | 1 | 9  | 5  | +4 |
| 2    | Paraguai          | 5 | 3 | 1 | 2 | 0 | 2  | 1  | +1 |
| 3    | Itália            | 4 | 3 | 1 | 1 | 1 | 4  | 5  | –1 |
| 4    | Trinidad e Tobago | 1 | 3 | 0 | 1 | 2 | 2  | 6  | –4 |

| 24 de Setembro | Egito                                       | 4 – 1     | Trinidad e Tobago | Estádio Borg El Arab, Alexandria                |
| 20:00          | Afroto 30' · Arafat 51', 90+3' · Talaat 59' | Relatório | Rochford 36'      | Público: 74 000 Árbitro: BEL Frank De Bleeckere |

| 25 de Setembro | Paraguai | 0 – 0     | Itália | Estádio Internacional do Cairo, Cairo              |
| 16:00          |          | Relatório |        | Público: 4 628 Árbitro: MAS Subkhiddin Mohd Salleh |

| 28 de Setembro | Itália                      | 2 – 1     | Trinidad e Tobago | Estádio Internacional do Cairo, Cairo      |
| 18:45          | Albertazzi 39' · Raggio 78' | Relatório | Clarence 67'      | Público: 57 164 Árbitro: NZL Peter O'Leary |

| 28 de Setembro | Egito      | 1 – 2     | Paraguai                       | Estádio Internacional do Cairo, Cairo   |
| 21:30          | Afroto 38' | Relatório | Santander 27' · Paniagua 90+4' | Público: 57 164 Árbitro: CRO Ivan Bebek |

| 1 de Outubro | Trinidad e Tobago | 0 – 0     | Paraguai | Estádio Al Salam, Cairo                  |
| 21:30        |                   | Relatório |          | Público: 7 220 Árbitro: SEY Eddy Maillet |

| 1 de Outubro | Itália                      | 2 – 4     | Egito                              | Estádio Internacional do Cairo, Cairo        |
| 21:30        | Eusepi 29' · Albertazzi 53' | Relatório | Shoukri 23', 45+1' · Bogy 70', 80' | Público: 63 674 Árbitro: MEX Marco Rodríguez |

### Grupo B
| Pos. | Seleção   | P | J | V | E | D | GP | GC | SG  |
| ---- | --------- | - | - | - | - | - | -- | -- | --- |
| 1    | Espanha   | 9 | 3 | 3 | 0 | 0 | 13 | 0  | +13 |
| 2    | Venezuela | 6 | 3 | 2 | 0 | 1 | 9  | 3  | +6  |
| 3    | Nigéria   | 3 | 3 | 1 | 0 | 2 | 5  | 3  | +2  |
| 4    | Taiti     | 0 | 3 | 0 | 0 | 3 | 0  | 21 | –21 |

| 25 de Setembro | Nigéria | 0 – 1     | Venezuela     | Estádio Al Salam, Cairo                      |
| 18:45          |         | Relatório | del Valle 45' | Público: 10 540 Árbitro: ITA Roberto Rosetti |

| 25 de Setembro | Espanha                                                                    | 8 – 0     | Taiti | Estádio Al Salam, Cairo                      |
| 21:30          | Ñíguez 11', 15' · Nsue 17', 32' · Mérida 74' · Kike 79', 86' · Herrera 89' | Relatório |       | Público: 10 540 Árbitro: ALG Mohamed Benouza |

| 28 de Setembro | Nigéria | 0 – 2     | Espanha               | Estádio Al Salam, Cairo                        |
| 16:00          |         | Relatório | Mérida 33', 83' (pen) | Público: 7 955 Árbitro: BEL Frank De Bleeckere |

| 28 de Setembro | Taiti | 0 – 8     | Venezuela                                                                           | Estádio Al Salam, Cairo                            |
| 18:45          |       | Relatório | Rondón 4', 27' (pen), 90+2' · Velázquez 19' · Rojas 72' · del Valle 78', 88', 90+1' | Público: 7 955 Árbitro: MAS Subkhiddin Mohd Salleh |

| 1 de Outubro | Venezuela | 0 – 3     | Espanha                                     | Estádio Al Salam, Cairo                  |
| 18:45        |           | Relatório | Parejo 12' · Ñíguez 26' (pen) · Herrera 77' | Público: 7 220 Árbitro: SLV Joel Aguilar |

| 1 de Outubro | Taiti | 0 – 5     | Nigéria                                                        | Estádio Internacional do Cairo, Cairo         |
| 18:45        |       | Relatório | Nwankwo 15' · Edet 24' · Fatai 34' · Orelesi 45+1' · Adejo 90' | Público: 63 674 Árbitro: AUT Thomas Einwaller |

### Grupo C
| Pos. | Seleção        | P | J | V | E | D | GP | GC | SG |
| ---- | -------------- | - | - | - | - | - | -- | -- | -- |
| 1    | Alemanha       | 7 | 3 | 2 | 1 | 0 | 7  | 1  | +6 |
| 2    | Coreia do Sul  | 4 | 3 | 1 | 1 | 1 | 4  | 3  | +1 |
| 3    | Estados Unidos | 3 | 3 | 1 | 0 | 2 | 4  | 7  | –3 |
| 4    | Camarões       | 3 | 3 | 1 | 0 | 2 | 3  | 7  | –4 |

| 26 de Setembro | Estados Unidos | 0 – 3     | Alemanha                                          | Estádio Mubarak, Suez                         |
| 16:00          |                | Relatório | Aydilek 30' (pen) · Jungwirth 32' · Schäffler 72' | Público: 25 000 Árbitro: JPN Yuichi Nishimura |

| 26 de Setembro | Camarões                  | 2 – 0     | Coreia do Sul | Estádio Mubarak, Suez                        |
| 18:45          | Akono Effa 19' · Tiko 64' | Relatório |               | Público: 25 000 Árbitro: ARG Héctor Baldassi |

| 29 de Setembro | Coreia do Sul   | 1 – 1     | Alemanha        | Estádio Mubarak, Suez                   |
| 16:00          | Kim Min-Woo 71' | Relatório | Sukuta-Pasu 32' | Público: 28 000 Árbitro: COL Óscar Ruiz |

| 29 de Setembro | Estados Unidos                                     | 4 – 1     | Camarões       | Estádio Mubarak, Suez                        |
| 18:45          | Arguez 45+1' · Taylor 47' · Duka 67' · Ownby 90+1' | Relatório | Yaya 75' (pen) | Público: 28 000 Árbitro: URU Jorge Larrionda |

| 2 de Outubro | Alemanha                                   | 3 – 0     | Camarões | Estádio Ismaília, Ismaília                    |
| 18:45        | Sukuta-Pasu 41' · Aydilek 58' · Holtby 70' | Relatório |          | Público: 11 000 Árbitro: JPN Yuichi Nishimura |

| 2 de Outubro | Coreia do Sul                                                  | 3 – 0     | Estados Unidos | Estádio Mubarak, Suez                        |
| 18:45        | Kim Young-Gwon 23' · Kim Bo-Kyung 42' · Koo Ja-Cheol 75' (pen) | Relatório |                | Público: 27 000 Árbitro: ITA Roberto Rosetti |

### Grupo D
| Pos. | Seleção     | P | J | V | E | D | GP | GC | SG |
| ---- | ----------- | - | - | - | - | - | -- | -- | -- |
| 1    | Gana        | 7 | 3 | 2 | 1 | 0 | 8  | 3  | +5 |
| 2    | Uruguai     | 7 | 3 | 2 | 1 | 0 | 6  | 2  | +4 |
| 3    | Uzbequistão | 1 | 3 | 0 | 1 | 2 | 2  | 6  | –4 |
| 4    | Inglaterra  | 1 | 3 | 0 | 1 | 2 | 1  | 6  | –5 |

| 26 de Setembro | Gana                   | 2 – 1     | Uzbequistão | Estádio Ismaília, Ismaília                   |
| 18:45          | Osei 60' · Adiyiah 75' | Relatório | Karimov 47' | Público: 12 500 Árbitro: ESP Alberto Undiano |

| 26 de Setembro | Inglaterra | 0 – 1     | Uruguai    | Estádio Ismaília, Ismaília                        |
| 21:30          |            | Relatório | Viudez 84' | Público: 12 500 Árbitro: POR Olegário Benquerença |

| 29 de Setembro | Uruguai                                      | 3 – 0     | Uzbequistão | Estádio Ismaília, Ismaília                   |
| 18:45          | Lodeiro 28' · Urretavizcaya 62' · García 83' | Relatório |             | Público: 13 000 Árbitro: ITA Roberto Rosetti |

| 29 de Setembro | Gana                                   | 4 – 0     | Inglaterra | Estádio Ismaília, Ismaília                    |
| 21:30          | Adiyiah 38', 88' · Ayew 57' · Osei 82' | Relatório |            | Público: 13 000 Árbitro: JPN Yuichi Nishimura |

| 2 de Outubro | Uruguai                       | 2 – 2     | Gana                 | Estádio Ismaília, Ismaília              |
| 21:30        | Lodeiro 74' · Hernández 90+1' | Relatório | Rabiu 54' · Osei 70' | Público: 11 000 Árbitro: CRO Ivan Bebek |

| 2 de Outubro | Uzbequistão | 1 – 1     | Inglaterra           | Estádio Mubarak, Suez                   |
| 21:30        | Nagaev 77'  | Relatório | Tchuimeni-Nimely 88' | Público: 27 000 Árbitro: COL Óscar Ruiz |

### Grupo E
| Pos. | Seleção    | P | J | V | E | D | GP | GC | SG |
| ---- | ---------- | - | - | - | - | - | -- | -- | -- |
| 1    | Brasil     | 7 | 3 | 2 | 1 | 0 | 8  | 1  | +7 |
| 2    | Tchéquia   | 7 | 3 | 2 | 1 | 0 | 5  | 3  | +2 |
| 3    | Costa Rica | 3 | 3 | 1 | 0 | 2 | 5  | 8  | –3 |
| 4    | Austrália  | 0 | 3 | 0 | 0 | 3 | 2  | 8  | –6 |

| 27 de Setembro | Brasil                                                                | 5 – 0     | Costa Rica | Estádio Porto Said, Porto Said                |
| 16:00          | Alan Kardec 24', 44' · Giuliano 35' · Alex Teixeira 75' · Boquita 89' | Relatório |            | Público: 16 000 Árbitro: AUT Thomas Einwaller |

| 27 de Setembro | Tchéquia                        | 2 – 1     | Austrália           | Estádio Porto Said, Porto Said               |
| 18:45          | Rabušic 50' · Pekhart 89' (pen) | Relatório | Holland 90+4' (pen) | Público: 16 000 Árbitro: MEX Marco Rodríguez |

| 30 de Setembro | Austrália | 0 – 3     | Costa Rica                                      | Estádio Porto Said, Porto Said               |
| 16:00          |           | Relatório | Madrigal 35' · DeVere 82' (g.c.) · Guzmán 90+3' | Público: 17 200 Árbitro: ALG Mohamed Benouza |

| 30 de Setembro | Brasil | 0 – 0     | Tchéquia | Estádio Porto Said, Porto Said               |
| 18:45          |        | Relatório |          | Público: 17 200 Árbitro: ESP Alberto Undiano |

| 3 de Outubro | Costa Rica                       | 2 – 3     | Tchéquia                          | Estádio de Alexandria, Alexandria                |
| 21:30        | Estrada 49' (pen) · Martínez 61' | Relatório | Chramosta 11', 86' · Vošahlík 77' | Público: 9 000 Árbitro: POR Olegário Benquerença |

| 3 de Outubro | Austrália | 1 – 3     | Brasil                                            | Estádio Porto Said, Porto Said                  |
| 21:30        | Mooy 14'  | Relatório | Ciro 34' · Douglas Costa 62' · Paulo Henrique 81' | Público: 16 200 Árbitro: BEL Frank De Bleeckere |

### Grupo F
| Pos. | Seleção                | P | J | V | E | D | GP | GC | SG |
| ---- | ---------------------- | - | - | - | - | - | -- | -- | -- |
| 1    | Hungria                | 6 | 3 | 2 | 0 | 1 | 6  | 3  | +3 |
| 2    | Emirados Árabes Unidos | 4 | 3 | 1 | 1 | 1 | 3  | 4  | –1 |
| 3    | África do Sul          | 4 | 3 | 1 | 1 | 1 | 4  | 6  | –2 |
| 4    | Honduras               | 3 | 3 | 1 | 0 | 2 | 3  | 3  | 0  |

| 27 de Setembro | Emirados Árabes Unidos              | 2 – 2     | África do Sul    | Estádio de Alexandria, Alexandria         |
| 18:45          | Al Kamali 90+1' (pen) · Awana 90+3' | Relatório | Erasmus 54', 72' | Público: 14 000 Árbitro: SLV Joel Aguilar |

| 27 de Setembro | Honduras                        | 3 – 0     | Hungria | Estádio de Alexandria, Alexandria         |
| 21:30          | Martínez 35', 70' · Peralta 84' | Relatório |         | Público: 14 000 Árbitro: SEY Eddy Maillet |

| 30 de Setembro | Hungria                                                        | 4 – 0     | África do Sul | Estádio de Alexandria, Alexandria            |
| 18:45          | Korcsmár 49' · Koman 55' (pen) · Debreceni 71' · Présinger 90' | Relatório |               | Público: 12 000 Árbitro: ARG Héctor Baldassi |

| 30 de Setembro | Emirados Árabes Unidos | 1 – 0     | Honduras | Estádio de Alexandria, Alexandria                 |
| 21:30          | Khalil 41'             | Relatório |          | Público: 12 000 Árbitro: POR Olegário Benquerença |

| 3 de Outubro | Hungria                | 2 – 0     | Emirados Árabes Unidos | Estádio de Alexandria, Alexandria         |
| 18:45        | Németh 19' · Koman 23' | Relatório |                        | Público: 9 000 Árbitro: NZL Peter O'Leary |

| 3 de Outubro | África do Sul          | 2 – 0     | Honduras | Estádio Porto Said, Porto Said               |
| 18:45        | Jali 31' · Khumalo 46' | Relatório |          | Público: 16 200 Árbitro: URU Jorge Larrionda |

### Melhores terceiros classificados
As melhores quatro seleções terceiro colocadas nos grupos também avançam para as oitavas-de-final.
| Pos. | Seleção        | P | J | V | E | D | GP | GC | SG | Grupo |
| ---- | -------------- | - | - | - | - | - | -- | -- | -- | ----- |
| 1    | Itália         | 4 | 3 | 1 | 1 | 1 | 4  | 5  | –1 | A     |
| 2    | África do Sul  | 4 | 3 | 1 | 1 | 1 | 4  | 6  | –2 | F     |
| 3    | Nigéria        | 3 | 3 | 1 | 0 | 2 | 5  | 3  | +2 | B     |
| 4    | Costa Rica     | 3 | 3 | 1 | 0 | 2 | 5  | 8  | –3 | E     |
| 5    | Estados Unidos | 3 | 3 | 1 | 0 | 2 | 4  | 7  | –3 | C     |
| 6    | Uzbequistão    | 1 | 3 | 0 | 1 | 2 | 2  | 6  | –4 | D     |

## Fase final

### Esquema
|  | Oitavas de final          | Oitavas de final       |                       |       | Quartas de final | Quartas de final |                       |                       | Semifinais | Semifinais |  |  | Final | Final |
|  |                           |                        |                       |       |                  |                  |                       |                       |            |            |  |  |       |       |
|  | 5 de outubro – Cairo      |                        |                       |       |                  |                  |                       |                       |            |            |  |  |       |       |
|  |                           |                        |                       |       |                  |                  |                       |                       |            |            |  |  |       |       |
|  | Paraguai                  | 0                      |                       |       |                  |                  |                       |                       |            |            |  |  |       |       |
|  | Paraguai                  | 0                      | 9 de outubro – Suez   |       |                  |                  |                       |                       |            |            |  |  |       |       |
|  | Coreia do Sul             | 3                      |                       |       |                  |                  |                       |                       |            |            |  |  |       |       |
|  | Coreia do Sul             | 3                      | Coreia do Sul         | 2     |                  |                  |                       |                       |            |            |  |  |       |       |
|  | 6 de outubro – Ismaília   |                        | Coreia do Sul         | 2     |                  |                  |                       |                       |            |            |  |  |       |       |
|  |                           | Gana                   | 3                     |       |                  |                  |                       |                       |            |            |  |  |       |       |
|  | Gana (pro)                | Gana                   | 3                     | 2     |                  |                  |                       |                       |            |            |  |  |       |       |
|  | Gana (pro)                |                        | 13 de outubro – Cairo | 2     |                  |                  |                       |                       |            |            |  |  |       |       |
|  | África do Sul             | 1                      |                       |       |                  |                  |                       |                       |            |            |  |  |       |       |
|  | África do Sul             | 1                      | Gana                  | 3     |                  |                  |                       |                       |            |            |  |  |       |       |
|  | 5 de outubro – Cairo      |                        | Gana                  | 3     |                  |                  |                       |                       |            |            |  |  |       |       |
|  |                           | Hungria                | 2                     |       |                  |                  |                       |                       |            |            |  |  |       |       |
|  | Espanha                   | Hungria                | 2                     | 1     |                  |                  |                       |                       |            |            |  |  |       |       |
|  | Espanha                   | 9 de outubro – Suez    |                       | 1     |                  |                  |                       |                       |            |            |  |  |       |       |
|  | Itália                    | 3                      |                       |       |                  |                  |                       |                       |            |            |  |  |       |       |
|  | Itália                    | 3                      | Itália                | 2     |                  |                  |                       |                       |            |            |  |  |       |       |
|  | 6 de outubro – Alexandria |                        | Itália                | 2     |                  |                  |                       |                       |            |            |  |  |       |       |
|  |                           | Hungria (pro)          | 3                     |       |                  |                  |                       |                       |            |            |  |  |       |       |
|  | Hungria (pen)             | Hungria (pro)          | 3                     | 2 (4) |                  |                  |                       |                       |            |            |  |  |       |       |
|  | Hungria (pen)             |                        | 16 de outubro – Cairo | 2 (4) |                  |                  |                       |                       |            |            |  |  |       |       |
|  | Tchéquia                  | 2 (3)                  |                       |       |                  |                  |                       |                       |            |            |  |  |       |       |
|  | Tchéquia                  | 2 (3)                  | Gana (pen)            | 0 (4) |                  |                  |                       |                       |            |            |  |  |       |       |
|  | 7 de outubro – Porto Said |                        | Gana (pen)            | 0 (4) |                  |                  |                       |                       |            |            |  |  |       |       |
|  |                           | Brasil                 | 0 (3)                 |       |                  |                  |                       |                       |            |            |  |  |       |       |
|  | Brasil                    | Brasil                 | 0 (3)                 | 3     |                  |                  |                       |                       |            |            |  |  |       |       |
|  | Brasil                    | 10 de outubro – Cairo  |                       | 3     |                  |                  |                       |                       |            |            |  |  |       |       |
|  | Uruguai                   | 1                      |                       |       |                  |                  |                       |                       |            |            |  |  |       |       |
|  | Uruguai                   | 1                      | Brasil (pro)          | 2     |                  |                  |                       |                       |            |            |  |  |       |       |
|  | 7 de outubro – Suez       |                        | Brasil (pro)          | 2     |                  |                  |                       |                       |            |            |  |  |       |       |
|  |                           | Alemanha               | 1                     |       |                  |                  |                       |                       |            |            |  |  |       |       |
|  | Alemanha                  | Alemanha               | 1                     | 3     |                  |                  |                       |                       |            |            |  |  |       |       |
|  | Alemanha                  |                        | 13 de outubro – Cairo | 3     |                  |                  |                       |                       |            |            |  |  |       |       |
|  | Nigéria                   | 2                      |                       |       |                  |                  |                       |                       |            |            |  |  |       |       |
|  | Nigéria                   | 2                      | Brasil                | 1     |                  |                  |                       |                       |            |            |  |  |       |       |
|  | 7 de outubro – Suez       |                        | Brasil                | 1     |                  |                  |                       |                       |            |            |  |  |       |       |
|  |                           | Costa Rica             | 0                     |       | Terceiro lugar   | Terceiro lugar   |                       |                       |            |            |  |  |       |       |
|  | Venezuela                 | Costa Rica             | 0                     | 1     | Terceiro lugar   | Terceiro lugar   |                       |                       |            |            |  |  |       |       |
|  | Venezuela                 | 10 de outubro – Cairo  | 10 de outubro – Cairo | 1     |                  |                  | 16 de outubro – Cairo | 16 de outubro – Cairo |            |            |  |  |       |       |
|  | Emirados Árabes Unidos    | 10 de outubro – Cairo  | 10 de outubro – Cairo | 2     |                  |                  | 16 de outubro – Cairo | 16 de outubro – Cairo |            |            |  |  |       |       |
|  | Emirados Árabes Unidos    | Emirados Árabes Unidos | 1                     | 2     | Hungria (pen)    | 1 (2)            |                       |                       |            |            |  |  |       |       |
|  | 6 de outubro – Cairo      | Emirados Árabes Unidos | 1                     |       | Hungria (pen)    | 1 (2)            |                       |                       |            |            |  |  |       |       |
|  |                           | Costa Rica (pro)       | 2                     |       | Costa Rica       | 1 (0)            |                       |                       |            |            |  |  |       |       |
|  | Egito                     | Costa Rica (pro)       | 2                     | 0     | Costa Rica       | 1 (0)            |                       |                       |            |            |  |  |       |       |
|  | Egito                     |                        |                       | 0     |                  |                  |                       |                       |            |            |  |  |       |       |
|  | Costa Rica                | 2                      |                       |       |                  |                  |                       |                       |            |            |  |  |       |       |
|  | Costa Rica                | 2                      |                       |       |                  |                  |                       |                       |            |            |  |  |       |       |

### Oitavas-de-final
| 5 de Outubro | Espanha          | 1 – 3     | Itália                              | Estádio Al Salam, Cairo                     |
| 16:30        | Ñíguez 66' (pen) | Relatório | Mustacchio 55', 87' · Mazzarani 61' | Público: 6 150 Árbitro: ARG Héctor Baldassi |

| 5 de Outubro | Paraguai | 0 – 3     | Coreia do Sul                           | Estádio Internacional do Cairo, Cairo        |
| 20:00        |          | Relatório | Kim Bo-Kyung 55' · Kim Min-Woo 60', 70' | Público: 10 720 Árbitro: ALG Mohamed Benouza |

| 6 de Outubro | Gana                   | 2 – 1 (pro) | África do Sul | Estádio Ismaília, Ismaília                 |
| 16:30        | Ayew 66' · Adiyiah 99' | Relatório   | Erasmus 58'   | Público: 10 000 Árbitro: NZL Peter O'Leary |

| 6 de Outubro | Egito | 0 – 2     | Costa Rica           | Estádio Internacional do Cairo, Cairo         |
| 20:00        |       | Relatório | Mena 21' · Ureña 88' | Público: 81 860 Árbitro: AUT Thomas Einwaller |

| 6 de Outubro | Hungria              | 2 – 2 (pro) | Tchéquia                   | Estádio de Alexandria, Alexandria                  |
| 20:00        | Kiss 15' · Koman 99' | Relatório   | Vošahlík 26' · Rabušic 92' | Público: 7 000 Árbitro: MAS Subkhiddin Mohd Salleh |

|                                                |       | Penalidades                                      |  |
| Présinger Koman Szabó Gosztonyi Németh Balajti | 4 – 3 | Mareček Rabušic Čelůstka Vošahlík Morávek Řezník |  |

| 7 de Outubro | Brasil                                   | 3 – 1     | Uruguai           | Estádio Porto Said, Porto Said               |
| 16:30        | Alan Kardec 22' · Alex Teixeira 24', 31' | Relatório | Urretavizcaya 36' | Público: 11 200 Árbitro: MEX Marco Rodríguez |

| 7 de Outubro | Venezuela  | 1 – 2     | Emirados Árabes Unidos | Estádio Mubarak, Suez                     |
| 16:30        | Rondón 12' | Relatório | Ahmed 22' · Khalil 83' | Público: 26 000 Árbitro: SEY Eddy Maillet |

| 7 de Outubro | Alemanha                         | 3 – 2     | Nigéria                   | Estádio Mubarak, Suez                        |
| 20:00        | Kopplin 52', 90+3' · Vrančić 75' | Relatório | Uchechi 51' · Ibrahim 68' | Público: 26 000 Árbitro: URU Jorge Larrionda |

### Quartas-de-final
| 9 de Outubro | Coreia do Sul                         | 2 – 3     | Gana                       | Estádio Mubarak, Suez                     |
| 16:30        | Park Hee-Seong 31' · Kim Dong-Sub 82' | Relatório | Adiyiah 8', 78' · Osei 28' | Público: 31 000 Árbitro: SLV Joel Aguilar |

| 9 de Outubro | Itália                          | 2 – 3 (pro) | Hungria                            | Estádio Mubarak, Suez                   |
| 20:00        | Mazzotta 82' · Bonaventura 113' | Relatório   | Koman 2' (pen) · Németh 112', 117' | Público: 31 000 Árbitro: COL Óscar Ruiz |

| 10 de Outubro | Brasil          | 2 – 1 (pro) | Alemanha   | Estádio Internacional do Cairo, Cairo        |
| 16:30         | Maicon 88', 91' | Relatório   | Holtby 73' | Público: 32 935 Árbitro: ITA Roberto Rosetti |

| 10 de Outubro | Emirados Árabes Unidos | 1 – 2 (pro) | Costa Rica                  | Estádio Internacional do Cairo, Cairo   |
| 20:00         | Ali 33'                | Relatório   | Martínez 37' · Ureña 120+2' | Público: 32 935 Árbitro: CRO Ivan Bebek |

### Semifinais
| 13 de Outubro | Gana                           | 3 – 2     | Hungria                  | Estádio Internacional do Cairo, Cairo        |
| 16:30         | Adiyiah 10', 31' · Quansah 81' | Relatório | Futács 73' · Balajti 84' | Público: 39 812 Árbitro: URU Jorge Larrionda |

| 13 de Outubro | Brasil          | 1 – 0     | Costa Rica | Estádio Internacional do Cairo, Cairo        |
| 20:00         | Alan Kardec 67' | Relatório |            | Público: 39 812 Árbitro: ESP Alberto Undiano |

### Terceiro lugar
| 16 de Outubro | Hungria           | 1 – 1     | Costa Rica | Estádio Internacional do Cairo, Cairo         |
| 17:00         | Koman 90+1' (pen) | Relatório | Ureña 81'  | Público: 67 814 Árbitro: JPN Yuichi Nishimura |

|                    |       | Penalidades                   |  |
| Németh Koman Varga | 2 – 0 | Estrada Gamboa Luna Hernández |  |

### Final
| 16 de Outubro | Gana | 0 – 0 (pro) | Brasil | Estádio Internacional do Cairo, Cairo           |
| 20:00         |      | Relatório   |        | Público: 67 814 Árbitro: BEL Frank De Bleeckere |

|                                                |       | Penalidades                                                   |  |
| Ayew Inkoom Mensah Addae Adiyiah Agyemang-Badu | 4 – 3 | Alan Kardec Giuliano Douglas Costa Souza Maicon Alex Teixeira |  |

## Premiação
| Copa do Mundo FIFA Sub-20 de 2009 |
| Gana                              |
| --------------------------------- |
| GANA Campeão (1º título)          |

| Chuteira de Ouro      | Chuteira de Prata  | Chuteira de Bronze |
| --------------------- | ------------------ | ------------------ |
| GHA Dominic Adiyiah   | HUN Vladimir Koman | ESP Aarón Ñíguez   |
| Bola de Ouro          | Bola de Prata      | Bola de Bronze     |
| GHA Dominic Adiyiah   | BRA Alex Teixeira  | BRA Giuliano       |
| Luva de Ouro          |                    |                    |
| CRC Esteban Alvarado  |                    |                    |
| Troféu FIFA Fair Play |                    |                    |
| Brasil                |                    |                    |

## Artilharia
| 8 gols (1) - GHA Dominic Adiyiah 5 gols (1) - HUN Vladimir Koman 4 gols (5) - BRA Alan Kardec - ESP Aarón Ñíguez - GHA Ransford Osei - VEN Jonathan del Valle - VEN José Rondón 3 gols (6) - BRA Alex Teixeira - CRC Marcos Ureña - ESP Fran Mérida - HUN Krisztián Németh - KOR Kim Min-Woo - RSA Kermit Erasmus 2 gols (24) - BRA Maicon - CRC Josué Martínez - CZE Jan Chramosta - CZE Jan Vošahlík - CZE Michael Rabušic - EGY Afroto - EGY Ahmed Shoukri - EGY Bogy - EGY Hossam Arafat - ESP Ander Herrera - ESP Emilio Nsue - ESP Kike - GER Björn Kopplin - GER Lewis Holtby - GER Richard Sukuta-Pasu - GER Semih Aydilek - GHA Andre Ayew - HON Mario Martínez - ITA Mattia Mustacchio - ITA Michelangelo Albertazzi | 2 gols (continuação) - KOR Kim Bo-Kyung - UAE Ahmed Khalil - URU Jonathan Urretavizcaya - URU Nicolás Lodeiro 1 gol (67) - AUS Aaron Mooy - AUS James Holland - BRA Boquita - BRA Ciro - BRA Douglas Costa - BRA Giuliano - BRA Paulo Henrique - CMR Andre Akono Effa - CMR Banana Yaya - CMR Germain Tiko - CRC David Guzmán - CRC Diego Estrada - CRC Diego Madrigal - CRC José Mena - CZE Tomáš Pekhart - GER Florian Jungwirth - GER Manuel Schäffler - GER Mario Vrančić - GHA Mohammed Rabiu - HON Arnold Peralta - HUN Ádám Balajti - HUN Ádám Présinger - HUN András Debreceni - HUN Márkó Futács - HUN Mate Kiss - HUN Zsolt Korcsmár - ITA Andrea Mazzarani - ITA Antonio Mazzotta - ITA Giacomo Bonaventura - ITA Silvano Raggio - ITA Umberto Eusepi - EGY Mohamed Talaat | 1 gol (continuação) - ENG Alex Tchuimeni-Nimely - ESP Daniel Parejo - GHA Abeiku Quansah - KOR Kim Dong-Sub - KOR Kim Young-Gwon - KOR Koo Ja-Cheol - KOR Park Hee-Seong - NGA Daniel Adejo - NGA Danny Uchechi - NGA Ibok Edet - NGA Kehinde Fatai - NGA Nurudeen Orelesi - NGA Obiora Nwankwo - NGA Rabiu Ibrahim - PAR Aldo Paniagua - PAR Federico Santander - RSA Andile Jali - RSA Sibusiso Khumalo - TRI Jean Luc Rochford - TRI Juma Clarence - UAE Ahmed Ali - UAE Hamdan Al Kamali - UAE Mohamed Ahmed - UAE Theyab Awana - URU Abel Hernández - URU Santiago García - URU Tabaré Viudez - USA Brian Ownby - USA Bryan Arguez - USA Dilly Duka - USA Tony Taylor - UZB Ivan Nagaev - UZB Sherzodbek Karimov - VEN José Manuel Velázquez - VEN Óscar Rojas Gols contra (1) - AUS Luke DeVere (para a Costa Rica) |